# Трой (Індіана)
Трой (англ. Troy) — місто (англ. town) в США, в окрузі Перрі штату Індіана. Населення — 347 осіб (2020).

## Географія
Трой розташований за координатами 37°59′46″ пн. ш. 86°48′2″ зх. д. / 37.99611° пн. ш. 86.80056° зх. д. (37.996020, -86.800628).  За даними Бюро перепису населення США в 2010 році місто мало площу 0,82 км², уся площа — суходіл. В 2017 році площа становила 2,93 км², уся площа — суходіл.

## Демографія
Згідно з переписом 2010 року, у місті мешкало 385 осіб у 163 домогосподарствах у складі 103 родин. Густота населення становила 467 осіб/км².  Було 190 помешкань (230/км²).
Расовий склад населення:
| - 98,4 % — білих |

До двох чи більше рас належало 1,6 %. Частка іспаномовних становила 1,3 % від усіх жителів.
За віковим діапазоном населення розподілялося таким чином: 23,4 % — особи молодші 18 років, 62,1 % — особи у віці 18—64 років, 14,5 % — особи у віці 65 років та старші. Медіана віку мешканця становила 38,8 року. На 100 осіб жіночої статі у місті припадало 86,0 чоловіків;  на 100 жінок у віці від 18 років та старших — 90,3 чоловіків також старших 18 років.
Середній дохід на одне домашнє господарство  становив 47 617 доларів США (медіана — 34 792), а середній дохід на одну сім'ю — 58 965 доларів (медіана — 49 107). За межею бідності перебувало 11,0 % осіб, у тому числі 13,3 % дітей у віці до 18 років та 4,4 % осіб у віці 65 років та старших.
Цивільне працевлаштоване населення становило 113 особи. Основні галузі зайнятості: виробництво — 46,0 %, освіта, охорона здоров'я та соціальна допомога — 13,3 %, роздрібна торгівля — 10,6 %, мистецтво, розваги та відпочинок — 8,0 %.